# Parlamento de Paicaví
El llamado Parlamento de Paicaví de 1612, (si bien no corresponde al típico "parlamento" que se realizará en los siglos XVII al XIX), fue el primer intento serio para poner fin a la Guerra de Arauco entre  mapuches y españoles. Se realizó en un momento de cansancio de la guerra tras el fin los grandes movimientos mapuches que tras la Batalla de Curalaba habían significado la destrucción de todas las ciudades al sur del río Biobío. El gobernador Alonso de Ribera deseaba mantener una estrategia defensiva y el padre Luis de Valdivia recién llegado de España traía un proyecto que será conocido como Guerra defensiva.

## Parlamento en Paicaví

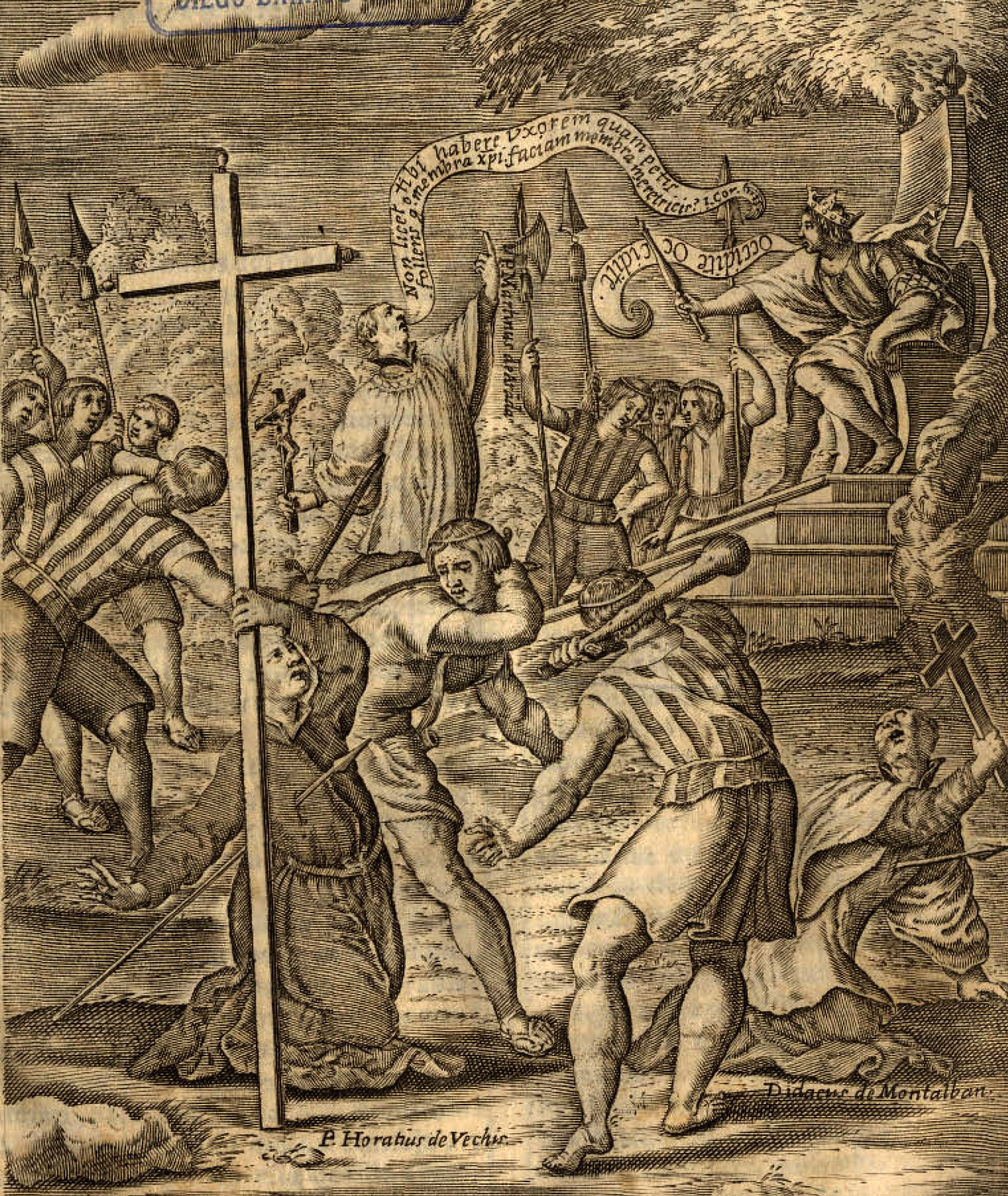
Los "Mártires de Elicura" dibujo de Alonso Ovalle.

Se reunieron el gobernador y Luis de Valdivia por el lado español y los toqui (caudillos) mapuches Anganamón (un veterano de la lucha en Curalaba junto a Pelantaro), Tereulipe y Ainavilú por el lado mapuche. El objetivo de Ribera era mantener la paz apoyándose en fuertes fronterizos que lentamente irían avanzando sobre territorio mapuche ya convertido al catolicismo. Valdivia pretendía que los mapuches aceptaran el ingreso y la evangelización de 10 sacerdotes jesuitas en el territorio mapuche. Los Lonkos (jefes mapuches) esperaban el fin de la guerra en territorio mapuche, el término de las malocas que los españoles realizaban en su territorio, y el canje de prisioneros (entre ellos el propio Tereulipe).

## Causas del fracaso
El parlamento no contaba con la aprobación de todos los involucrados principalmente en el grupo de encomenderos (quienes ya no tenían el peso de la guerra desde la implantación del ejército profesional) ni de los soldados que veían en la guerra una forma de surgir y enriquecerse en las malocas. Cuando le secuestran (según los mapuches) o "cristianizan" a mujeres del lonco Anganamón y se las llevan soldados españoles con la complicidad de los sacerdotes jesuitas acordados en el pacto, Anganamón ataca y asesina a los frailes implicados en Elicura. Sus muertes sirvieron de pretexto a los encomenderos para finalizar la Guerra Defensiva que impuso el padre Valdivia.